# Mormântul lui Costache Negri
Mormântul lui Costache Negri este un monument istoric aflat pe teritoriul orașului Târgu Ocna, în curtea  fostei mănăstiri Răducanu.